# 11 février 1984
Le samedi 11 février 1984 est le 42e jour de l'année 1984.

## Naissances
- Alando Tucker, joueur de basket-ball américain
- Aubrey Morgan O'Day, chanteuse américaine
- Bastien Vivès, auteur de bandes dessinées
- Danny Mrwanda, joueur de football tanzanien
- Doka Madureira, joueur de football brésilien
- J. R. Towles, joueur américain de baseball
- Jean-Louis Lacaille, patineur artistique français
- Khaled Kharroubi, joueur de football algérien
- Loïc Kervran, personnalité politique française
- Marco Marcato, coureur cycliste italien
- Maxime Talbot, joueur de hockey sur glace canadien
- Nebojša Grahovac, joueur bosnien de handball
- Roberto Cazzolla Gatti, biologiste italien
- Sherlyn Chopra, actrice et mannequin indien
- Tom Ashley, véliplanchiste néo-zélandais

## Décès
- Arlette Marchal (née le 29 janvier 1902), actrice française
- Flip Nel (né le 17 juin 1902), joueur de rugby
- Georges Wakhévitch (né le 18 août 1907), décorateur de théâtre et de cinéma, peintre, illustrateur, costumier
- Robert Dottrens (né le 27 avril 1893), pédagogue et universitaire suisse
- Theodore William Moody (né le 26 novembre 1907), historien irlandais

## Événements
- La navette spatiale Challenger atterrit à Cap Canaveral, au terme d'une mission de 8 jours. Les astronautes Bruce McCandless II et Robert L. Stewart ont été les premiers à sortir dans l'espace sans être reliés à la navette.
- Début de la Copa Libertadores 1984
- Fin de l'émission de télévision Expédition Adam 84